# Ford World Rally Team
Ford World Rally Team és una escuderia que participa en el Campionat Mundial de Ral·lis utilitzant els cotxes de la Ford Motor Company. Tot i que Ford fa dècades que corre en ral·lis, l'escuderia BP Ford World Rally Team va començar a participar en el Campionat Mundial de Ral·lis la temporada 1997 quan la factoria europea de Ford Motor Company va seleccionar la companyia M-Sport de Malcom Wilson per desenvolupar aquest projecte amb el Ford Escort WRC, el qual seria reemplaçat pel Ford Focus WRC el 1999. La primera victòria de l'equip fou al Ral·li d'Acròpolis de 1997 amb Carlos Sainz com a pilot.
Al llarg d'aquests anys han passat per l'equip grans pilots com Marcus Grönholm, Mikko Hirvonen, Markko Märtin, François Duval, Colin McRae, Carlos Sainz o Juha Kankkunen. L'èxit més important de l'escuderia són els campionats per marques obtinguts les temporades 2006 i 2007, els primers per Ford Motor Company des de 1979.
L'equip és una joint venture entre el patrocinador principal, British Petroleum, i el productor dels cotxes, Ford Motor Company.